# Wundacaenis
Wundacaenis is een geslacht van haften (Ephemeroptera) uit de familie Caenidae.

## Soorten
Het geslacht Wundacaenis omvat de volgende soorten:
- Wundacaenis angulata
- Wundacaenis dostini
- Wundacaenis flabellum